# Seebach (Bad Dürkheim)
Seebach ist ein Stadtteil von Bad Dürkheim im Landkreis Bad Dürkheim in Rheinland-Pfalz. Bis 1935 war er eine selbständige Gemeinde.

## Lage
Seebach befindet sich an der Haardt, wie der Ostrand des Pfälzerwaldes genannt wird, unmittelbar südwestlich der Kernstadt und ist mit dieser baulich zusammengewachsen, sodass eine räumliche Trennung mittlerweile nicht mehr möglich ist. Wenige hundert Meter südlich verläuft die Gemarkungsgrenze zu Wachenheim an der Weinstraße. Südwestlich erstreckt sich der insgesamt 342,1 Meter hohe Ebersberg und südöstlich der Fuchsmantel inmitten von Weinbergen.

## Geschichte
Der Ort ging im 16. Jahrhundert aus dem Benediktinerinnenkloster Seebach hervor, das in enger Verbindung zur Abtei Limburg stand und 1591 aufgelöst wurde. Bis zum Ende des 18. Jahrhunderts gehörte der Ort zur Kurpfalz. Von 1798 bis 1814, als die Pfalz Teil der Französischen Republik (bis 1804) und anschließend Teil des Napoleonischen Kaiserreichs war, war Seebach in den Kanton Dürkheim eingegliedert und unterstand der Mairie Hartenburg. 1815 gehörte der Ort zunächst zu Österreich. Ein Jahr später wechselte er in das Königreich Bayern. Von 1818 bis 1862 war Seebach Bestandteil des Landkommissariat Neustadt, das anschließend in ein Bezirksamt umgewandelt wurde.
1902 wechselte der Ort zum Bezirksamt Dürkheim, ehe dieses 1931 wieder in sein Neustadter Pendant eingegliedert wurde. 1928 hatte Seebach 375 Einwohner, die in 71 Wohngebäuden lebten. Sowohl die  Katholiken als auch die Protestanten gehörten seinerzeit zur Pfarrei von Bad Dürkheim. Am 31. März 1935 wurde die bis dahin selbständige Gemeinde in die Stadt Bad Dürkheim eingegliedert. Seither stieg die Einwohnerzahl von 400 auf etwa 2100.

## Politik

### Ortsbeirat
Der Stadtteil Seebach umfasst einen von fünf Ortsbezirken der Stadt Bad Dürkheim und wird politisch von einem Ortsbeirat und einem Ortsvorsteher vertreten.
Der Ortsbeirat hat sieben Mitglieder. Bei der Kommunalwahl am 9. Juni 2024 wurden die Beiratsmitglieder in einer personalisierten Verhältniswahl gewählt. Die Sitzverteilung im Ortsbeirat:
| Wahl | SPD | CDU | Grüne | FDP | Gesamt  |
| ---- | --- | --- | ----- | --- | ------- |
| 2024 | 1   | 3   | 1     | 2   | 7 Sitze |
| 2019 | 2   | 3   | 1     | 1   | 7 Sitze |
| 2014 | 2   | 4   | –     | 1   | 7 Sitze |

### Ortsvorsteher
Ortsvorsteher ist Günter Eymael. Er wurde 2016 als Nachfolger des verstorbenen langjährigen Ortsvorstehers Reinhard Steiniger (CDU) gewählt. Bei der Direktwahl am 26. Mai 2019 wurde er mit einem Stimmenanteil von 74,15 % und am 9. Juni 2024 als einziger Bewerber mit 87,61 für jeweils fünf weitere Jahre in seinem Amt bestätigt.

### Wappen
| Wappen von Seebach | Blasonierung: „In Rot eine blaugedeckte, mit einem goldenen Kreuz versehene silberne romanische Kirche mit Oktogon.“ |
| Wappen von Seebach | |

## Infrastruktur
Bedeutendstes Bauwerk im Ort ist die Klosterkirche. Mit dieser sowie einer Hofanlage und dem Schulhaus existieren vor Ort insgesamt drei Objekte, die unter Denkmalschutz stehen. Südwestlich des Ortes befindet sich auf dem Ebersberg zudem der Zeppelinturm.

## Verkehr
Durch Seebach führt der Pfälzer Weinsteig. Vom Wanderparkplatz Drei Eichen westlich des Ebersberges führt zudem ein Weg zum Lambertskreuz. Die nächstgelegene Bahnstation ist der Bahnhof Bad Dürkheim.

## Persönlichkeiten

### In Seebach geboren
- Georg Otto Angerer (1893–1951), Politiker (NSDAP)

### Mit Seebach verbunden
- Madeleine Dietz (* 1953), Bildhauerin, gestaltete 2008 den Urnenfriedhof an der Klosterkirche des protestantischen Friedhofs.